# Jacek Grembocki
Jacek Grembocki  (Gdansk, Polonia, 10 de mayo de 1965) es un exfutbolista y exentrenador polaco, que jugaba en la demarcación de defensa.